# Robert Ouko
Robert Ouko (Kenia, 24 de octubre de 1948-Ngong (Kenia), 18 de agosto de 2019) fue un atleta keniano, especializado en pruebas de mediofondo, que solía competir en pruebas de velocidad larga (400 y 4x400), su mayor éxito fue en la prueba de 4x400 m en la que llegó a ser campeón olímpico en 1972.

## Carrera deportiva
En los JJ. OO. de Múnich 1972 ganó la medalla de oro en los relevos 4x400 metros, con el equipo de Kenia y con un tiempo de 2:59.83 segundos, llegando a meta por delante de Reino Unido (plata) y Francia (bronce), siendo sus compañeros de equipo: Munyoro Nyamau, Charles Asati y Julius Sang.